# Distrito electoral federal 1 de Zacatecas
El I Distrito Electoral Federal de Zacatecas es uno de los 300 Distritos Electorales en los que se encuentra dividido el territorio de México para la elección de diputados federales y uno de los 4 en los que se divide el estado de Zacatecas. Su cabecera es la ciudad de Fresnillo.
El Primer Distrito Electoral de Zacatecas se localiza en la zona centro-noroeste del estado, lo integran los municipios de Chalchihuites, Fresnillo, Jiménez del Teul, Juan Aldama, Miguel Auza, Saín Alto, Sombrerete y Valparaíso.

## Distritaciones anteriores

### Distritación 1996 - 2005
Entre 1996 y 2005 el Primer Distrito también tenía su cabecera en Fresnillo pero su integración municipal era diferente, abarcando un territorio que iba desde el suroeste hasta el noreste de Zacatecas, abarcando el llamado desierto zacatecano, los municipios que lo formaban eran Concepción del Oro, Fresnillo, Mazapil, Melchor Ocampo, El Salvador, Valparaíso y Villa de Cos.

## Diputados por el distrito
- XLV Legislatura
  - (1961 - 1964): Alfonso Méndez Barraza
- XLVI Legislatura
  - (1964 - 1967): Aurora Navia Millán
- XLVII Legislatura
  - (1967 - 1970): Calixto Medina Medina
- XLVIII Legislatura
  - (1970 - 1973):
- XLIX Legislatura
  - (1973 - 1976):
- L Legislatura
  - (1976 - 1979): Gustavo Salinas Íñiguez
- LI Legislatura
  - (1979 - 1982): Arturo Romo Gutiérrez
- LII Legislatura
  - (1982 - 1985): Genaro Borrego Estrada
- LIII Legislatura
  - (1985 - 1988): Yrene Ramos Dávila
- LIV Legislatura
  - (1988 - 1991): Julián Ibargüengoytia Cabral
- LV Legislatura
  - (1991 - 1994): Marco Antonio Olvera Acevedo
- LVI Legislatura
  - (1994 - 1997): Yrene Ramos Dávila
- LVII Legislatura
  - (1997 - 2000): José Eulogio Bonilla Robles
- LVIII Legislatura
  - (2000 - 2003): Alfonso Elías Cardona
- LIX Legislatura
  - (2003 - 2006): Guillermo Huizar Carranza
- LX Legislatura
  - (2006 - 2009): Susana Monreal Ávila
- LXI Legislatura
  - (2009 - 2012): Gerardo Leyva Hernández
- LXII Legislatura
  - (2012 - 2015): Adolfo Bonilla Gómez
- LXIII Legislatura
  - (2015 - 2018): Benjamín Medrano Quezada
  - (2018): José Luis Velázquez González
- LXIV Legislatura
  - (2018 - 2021): Mirna Zabeida Maldonado Tapia
- LXV Legislatura
  - (2021 - 2024): Bennelly Hernández Ruedas

## Elecciones de 2009
|  | Partido Acción Nacional                        |  | Blanca Esthela Hernández Hurtado |
|  | Partido Revolucionario Institucional           |  | Mario Rivera Solís               |
|  | Partido de la Revolución Democrática           |  | Gerardo Leyva Hernández          |
|  | Coalición Salvemos a México (PT, Convergencia) |  | Guillermo Huizar Carranza        |
|  | Partido Verde Ecologista de México             |  | Benjamín Moctezuma Longoria      |
|  | Partido Nueva Alianza                          |  | Daniel Solís Ibarra              |
|  | Partido Socialdemócrata                        |  | Juan Manuel Martínez Pérez       |